# Монтан-Анђелин-Арензод (Долина Аосте)
Монтан-Анђелин-Арензод је насеље у Италији у округу Долина Аосте, региону Долина Аосте.
Према процени из 2011. у насељу је живело 2293 становника. Насеље се налази на надморској висини од 614 м.